# جان سونبرگ
جان سونبرگ (انگلیسی: John Svanberg؛ ۱ مه ۱۸۸۱ – ۱۱ سپتامبر ۱۹۵۷ (aged 76)) ورزشکار دو و میدانی اهل سوئد بود.
وی در مسابقات کشوری و بین‌المللی در مجموع برندهٔ ۲ مدال نقره، ۱ مدال برنز شده‌است.